# Церковь Троицы Живоначальной (Крутченская Байгора)
Церковь Троицы Живоначальной — православный храм Липецкой епархии. Расположена в селе Крутченская Байгора Усманского района Липецкой области.

## История
Первая деревянная церковь в селе Крутченская Байгора появилась в середине XVIII века. В 1850 году тщанием прихожан была выстроена кирпичная церковь, которая имела три престола. Церковь была главной, приписной к ней считалась Троицкая церковь в селе Пашково.
В 1937 году на Пасху после обедни храм был закрыт. Снова открыт в 1946 году по ходатайству прихожан. В 1947 году на 1-й день Троицы состоялось освящение храма.
Согласно постановлению главы администрации Липецкой области от 27 февраля 1992 года № 106 Троицкая церковь в селе Крутченская Байгора является памятником архитектуры и объектом исторического и культурного наследия областного значения.
Инициатором реставрации храма стал спикер законодательного собрания Петербурга Вячеслав Макаров. При поддержке парламентария удалось собрать 14 млн рублей. Ремонтные работы начались летом 2018 года.

## Духовенство
- Настоятель храма — протоиерей Петр Чепрасов[5].